# José Amado García
José Amado García (ur. 13 września 1977) – gwatemalski lekkoatleta, biegacz długodystansowy. Czterokrotny uczestnik igrzysk olimpijskich w latach 2004, 2008, 2012 i 2016. Dwukrotny rekordzista kraju. 

## Sukcesy sportowe
- srebrny medalista Maratonu podczas Igrzysk Panamerykańskich w Rio de Janeiro (2007)[3]
- złoty medalista Maratonu podczas Igrzysk Ameryki Środkowej i Karaibów w Mayagüez (2010)[3]
- złoty medalista Maratonu podczas Igrzysk Ameryki Środkowej w San José (2013)[4]

| Rok  | Miasto | Zawody                      | Konkurencja | Wynik       |
| ---- | ------ | --------------------------- | ----------- | ----------- |
| 2008 | Pekin  | Letnie Igrzyska Olimpijskie | Maraton     | 35. miejsce |
| 2009 | Berlin | Mistrzostwa Świata          | Maraton     | 47. miejsce |
| 2012 | Londyn | Letnie Igrzyska Olimpijskie | Maraton     | 38. miejsce |

## Rekordy życiowe
- Bieg na 5000 metrów – 24 kwietnia 2010, Berkeley (Kalifornia) 14:13,19
- Bieg na 10 000 metrów – 1 maja 2010, Palo Alto (Kalifornia) 28:50,25
- Półmaraton – 18 czerwca 2016, Warszawa 1:04:20
- Maraton – 29 lipca 2007, Rio de Janeiro 2:14:27